# Olympische Sommerspiele 1956/Schwimmen – 4 × 200 m Freistil (Männer)
Der Staffelwettbewerb über 4-mal 200 Meter Freistil der Männer bei den Olympischen Sommerspielen 1956 in der australischen Metropole Melbourne wurde am 1. und 3. Dezember im Olympic Swimming Stadium ausgetragen.

## Teilnehmende Nationen
Insgesamt nahmen 11 Mannschaften mit 50 Schwimmern an dem Wettbewerb teil.
| - Australien (7) - Deutschland (4) - Frankreich (4) - Italien (4) | - Japan (5) - Philippinen (4) - Sowjetunion (4) - Südafrikanische Union (4) | - Ungarn (4) - Vereinigte Staaten (6) - Vereinigtes Königreich (4) |

## Bestehende Rekorde
| Weltrekord         | Sowjetunion Boris Nikitin, Wladimir Struschanow, Gennadi Nikolajew und Witali Sorokin | 8:24,5 min | Moskau, Sowjetunion | 4. November 1956 |
| Olympischer Rekord | Vereinigte Staaten Wayne Moore, William Woolsey, Ford Konno und James McLane          | 8:31,1 min | Helsinki, Finnland  | 29. Juli 1952    |

## Vorläufe
Am 1. Dezember fanden zwei Vorläufe statt. Die acht schnellsten Mannschaften beider Vorläufe qualifizierten sich für das zwei Tage später stattfindende Finale.

### Vorlauf 1
| Rang | Nation                | Namen | Zeit       |
| ---- | --------------------- | --- | ---------- |
| 1    | Japan                 | Hiroshi Suzuki (2:11,8 min) Atsushi Tani (2:08,8 min) Koji Nonoshita (2:10,3 min) Tsuyoshi Yamanaka (2:07,0 min) | 8:37,9 min |
| 2    | Vereinigte Staaten    | Dick Hanley (2:08,7 min) Tim Jecko (2:09,1 min) Sonny Tanabe (2:12,2 min) Ford Konno (2:08,3 min)                | 8:38,3 min |
| 3    | Deutschland           | Hans Köhler (2:11,7 min) Hans-Joachim Reich (2:12,0 min) Hans Zierold (2:07,8 min) Horst Bleeker (2:11,0 min)    | 8:42,5 min |
| 4    | Südafrikanische Union | Billy Steuart (2:09,6 min) Tony Briscoe (2:08,7 min) Dennis Ford (2:12,5 min) Peter Duncan (2:12,2 min)          | 8:43,0 min |
| 5    | Italien               | Fritz Dennerlein (2:09,7 min) Paolo Galletti (2:13,0 min) Guido Elmi (2:12,7 min) Angelo Romani (2:07,7 min)     | 8;43,1 min |

### Vorlauf 2
| Rang | Nation         | Namen | Zeit       |
| ---- | -------------- | --- | ---------- |
| 1    | Großbritannien | Kenneth Williams (2:11,7 min) Ronald Roberts (2:13,1 min) Neil McKechnie (2:06,6 min) Jack Wardrop (2:07,7 min)         | 8:39,1 min |
| 2    | Sowjetunion    | Witali Sorokin (2:11,6 min) Wladimir Struschanow (2:08,8 min) Gennadi Nikolajew (2:10,4 min) Boris Nikitin (2:08,7 min) | 8:39,5 min |
| 3    | Australien     | John Devitt (2:07,5 min) Gary Chapman (2:08,4 min) Graham Hamilton (2:15,4 min) Murray Garretty (2:08,9 min)            | 8:40,2 min |
| 4    | Frankreich     | Aldo Eminente (2:11,6 min) Jacques Collignon (2:13,4 min) Alexandre Jany (2:13,4 min) Jean Boiteux (2:18,1 min)         | 8:56,5 min |
| 5    | Ungarn         | Gyula Dobay (2:12,8 min) György Csordás (2:16,5 min) Sándor Záborszky (2:14,7 min) Jenő Áts (2:13,2 min)                | 8:57,2 min |
| 6    | Philippinen    | Dakula Arabani (2:15,9 min) Agapito Lozada (2:16,9 min) Bana Sailani (2:15,5 min) Ulfiano Babol (2:17,4 min)            | 9:05,7 min |

## Finale
Das Finale fand am 3. Dezember statt. Die australische Staffel gewann in neuer Weltrekordzeit von 8:23,6 min; sie verbesserte die bisherige Bestzeit um 0,9 s und die des olympischen Rekords um 7,5 s.
| Rang | Nation                | Namen | Zeit                  |
| ---- | --------------------- | --- | --------------------- |
| 1    | Australien            | Kevin O’Halloran (2:06,8 min) John Devitt (2:06,4 min) Murray Rose (2:06,0 min) Jon Henricks (2:04,4 min)               | 8:23,6 min Weltrekord |
| 2    | Vereinigte Staaten    | Dick Hanley (2:08,0 min) George Breen (2:07,7 min) William Woolsey (2:07,0 min) Ford Konno (2:08,8 min)                 | 8:31,5 min            |
| 3    | Sowjetunion           | Witali Sorokin (2:07,5 min) Wladimir Struschanow (2:11,5 min) Gennadi Nikolajew (2:09,0 min) Boris Nikitin (2:06,7 min) | 8:34,7 min            |
| 4    | Japan                 | Manabu Koga (2:10,0 min) Atsushi Tani (2:08,5 min) Koji Nonoshita (2:10,5 min) Tsuyoshi Yamanaka (2:07,6 min)           | 8:36,6 min            |
| 5    | Deutschland           | Hans Köhler (2:10,3 min) Hans-Joachim Reich (2:12,1 min) Hans Zierold (2:08,4 min) Horst Bleeker (2:12,6 min)           | 8:43,4 min            |
| 6    | Großbritannien        | Kenneth Williams (2:11,4 min) Ronald Roberts (2:13,8 min) Neil McKechnie (2:11,6 min) Jack Wardrop (2:08,4 min)         | 8:45,2 min            |
| 7    | Italien               | Fritz Dennerlein (2:09,8 min) Paolo Galletti (2:13,4 min) Guido Elmi (2:13,5 min) Angelo Romani (2:09,5 min)            | 8:46,2 min            |
| 8    | Südafrikanische Union | Billy Steuart (2:11,2 min) Tony Briscoe (2:11,8 min) Dennis Ford (2:13,6 min) Peter Duncan (2:12,9 min)                 | 8:49,5 min            |